# Yandro Quintana
Yandro Miguel Quintana Rivalta (Ciego de Ávila, 30 gennaio 1980) è un lottatore cubano, campione olimpico nella lotta libera categoria fino a 60 kg ai Giochi olimpici di Atene 2004.

## Biografia
Nel 2003 ha conquistato una medaglia d'oro ai giochi panamericani nella categoria 60 kg.
Ha vinto la medaglia d'oro olimpica nella lotta libera ai Giochi olimpici estivi di Atene 2004, in particolare nella categoria fino a 60 kg maschile, battendo nella finale del torneo l'iraniano Masoud Mostafa-Jokar.
Ha partecipato anche ai Giochi olimpici di Pechino 2008.

## Palmarès
- Giochi olimpici

Atene 2004: oro nella lotta libera categoria fino a 60 kg;
- Giochi panamericani

Santo Domingo 2003: oro nella lotta libera categoria fino a 60 kg